# Mary Dean
Mary Dean (* 10. März 1922 in Oklahoma City, Oklahoma; † 20. Dezember 1995 in Toluca Lake, Los Angeles, Kalifornien) war eine US-amerikanische Sängerin, Liedtexterin und ehemalige Filmschauspielerin. Sie war auch als Mary D., Mary Dean Moss, Mary Dean Ross und seit ihrer Hochzeit mit Frank Joseph Lauria im Jahr 1973 als Mary Dean Lauria bekannt.

## Leben
Mary Dean begann ihre Karriere als Teenager in Hollywood-Spielfilmen. 1937 sang sie mit Fred Astaire das Lied Nice work if you can get it von George Gershwin im Film Ein Fräulein in Nöten (A Damsel in Distress). 1946 wirkte sie im Film Cinderella Jones mit und 1956 im Film Tempel der Versuchung (The Prodigal). 1952 war sie in zwei Folgen der Fernsehserie The Cisco Kid zu sehen sowie 1955 und 1956 in drei Folgen der Serie Dragnet. 1963 sprach sie die Rolle der Maggie Applegate in der Serie Space Patrol und 1972 mehrere Frauenrollen im Animationsfilm Fritz the Cat von Ralph Bakshi. 1973 synchronisierte sie mit Heavy Traffic einen weiteren Film von Bakshi. Dean war auch Moderatorin in TV-Shows wie The NBC Home Show, What’s the Name of That Song, Time It und Jean and Dean.
Einen Namen machte sich Dean schließlich als Songtexterin. Zu ihren Beiträgen zählen das Lied Don’t give me no friction, das 1966 von der Band The Missing Links aufgenommen wurde. Zusammen mit Mary Salerno schrieb sie den Song Naughty Rooster, der 1961 von der Band The Misfits veröffentlicht wurde. 1968 schrieb sie das Lied Gotta Get Away From It All für The Cowsills. Mit Simon Soussan schrieb sie den Song Spellbound, den die Disco-Gruppe Arpeggio 1978 auf ihrem Album Let the music play veröffentlichte. Gemeinsam mit Terry Young schrieb sie den Song I still love you, den Mona Lisa Young 1992 auf ihrem Album Partners in pleasure interpretierte. 1988 nahm die Heavy-Metal-Band Quiet Riot ihren Titel Coppin’ a feel auf.
Ihre größten Erfolge verbuchte Dean in Zusammenarbeit mit Al Capps. Mit ihm schrieb sie den Nummer-eins-Hit Half-Breed (1973) von Cher, Little bright star (1965) von The Supremes sowie Comedy or tragedy (Putty in your hands) (1975) von The Cats. Sie schrieben auch zwei gemeinsame Lieder, die 1966 in dem Strandparty-Film Wild, Wild Winter Verwendung fanden: Heartbeats von Dick and Dee Dee sowie Our Love’s Gonna Snowball von Jackie and Gayle.
Mary Dean starb am 20. Dezember 1995 an einem Emphysem.